# Kulturpreise des Kantons Basel-Landschaft
Die Kulturpreise des Kantons Basel-Landschaft sind Auszeichnungen, die seit 1958 verliehen werden.

## Geschichte
Mitte November 1957 beschloss die Literaturkommission des Kantons Basel-Landschaft die Einführung eines Literaturpreises, der 1958 zum ersten Mal vergeben wurde.
Ab 1969 vergab der Kanton in unregelmässigen Abständen Kulturpreise, womit „besondere, hervorragende Leistungen auf dem Gebiete der Kunst, Literatur, Musik und der Geisteswissenschaft“ des Kantons honoriert werden sollten. Ab Mitte der 1980er Jahre kamen neu Sparten-, Anerkennungs- und Förderpreise hinzu.
Seit 1986 wird das Kunst- und Kulturschaffen der Region mit wenigen Unterbrüchen alljährlich mit Preisen ausgezeichnet. Die Preise werden vom Kulturrat beraten und vorbereitet; vor 1990 war dafür die Kulturpreiskommission zuständig. Der Kulturrat arbeitet einen Wahlvorschlag aus – über die Vergabe der Preise befindet der Gesamtregierungsrat. Das Preisgeld der ersten drei Kulturpreise finanzierte die Nitoba, die Nietenlose Tombola Basel. Danach übernahm der Swisslos-Fonds Basel-Landschaft die Kosten der Preisgelder und des Kulturpreisfestes.

## Kultur-, Anerkennungs-, Sparten- und Förderpreise
Die Einführung des Kulturpreises von 1969 geht auf die Initiative von Eduard Strübin zurück, Volkskundler, Baselbieter Chronist und Sekundarlehrer in Gelterkinden. Er schlug dem damaligen Erziehungsdirektor L. Lejeune bereits 1964 vor, besondere Verdienste mit dem Kulturpreis auszuzeichnen – wie etwa die des Lokalhistorikers und Heimatkundlers Paul Sutter.
1969
Kulturpreis an Paul Suter, Reigoldswil, (Lokal-)Historiker, Heimatkundler, Konservator und Rektor
1971
Kulturpreis an Jacques Düblin, Oberwil, Kunstmaler, Wand- und Glasmaler
1974
Kulturpreis an Albert Schilling, Arlesheim, Bildhauer
1980
Kulturpreis an Eduard Strübin, Gelterkinden, Volkskundler, Baselbieter Chronist und Sekundarlehrer
1984
Kulturpreis an Fritz Klaus, Liestal, Lehrer und (Lokal-)Historiker
1986
- Spartenpreis Musik an Albert E. Kaiser, Binningen, Dirigent und Musikpädagoge
- Spartenpreis Literatur an René Regenass, Basel/Niederdorf, Schriftsteller und Bildhauer[6]

1987
- Kulturpreis an Hans Sutter[7], Rickenbach, Historiker und ehem. Staatsarchivar Kt. Basel-Landschaft
- Anerkennungspreis Journalistik an Stefi Plattner, Liestal, Journalistin und Kulturredaktorin
- Anerkennungspreis Kunst an Lukas Düblin[8], Ettingen, Künstler
- Förderpreis Musik an Erato-Quartett, Streichquartett mit Emilie Haudenschild, Attila Adamka, Heinz Haudenschild, Emeric Kostyak

1988
- Kulturpreis an Ernst Martin, Sissach, (Lokal-)Historiker und Heimatkundler
- Spartenpreis Literatur an Helene Bossert[9], Sissach, Mundartdichterin
- Spartenpreis Film an August Kern[10], Basel, Filmemacher und Produzent wissenschaftlich-didaktischer Dokumentarfilme
- Förderpreis Literatur an Verena Stössinger, Binningen, Schriftstellerin[11]
- Förderpreis Literatur an Heidi Werdenberg, Allschwil, Schriftstellerin

1989
- Anerkennungspreis Musik an Oberbaselbieter Ländlerkapelle[12], geleitet von Urs Mangold, Rünenberg
- Anerkennungspreis Musik an The Harlem Sound[13], Jazzformation
- Anerkennungspreis Geschichte/Heimatkunde an Peter Brodmann[14], Ettingen, Naturschützer, Reptilienforscher und Rektor
- Förderpreis Theater an Margrit Gysin, Liestal, Puppenspielerin und Theaterkünstlerin[15]
- Förderpreis Kunst an Künstlergruppe „Mir wei luege“, Oberbaselbieter Künstlergruppe mit Ausstellungen in ehemaliger Uhrenfabrik in Gelterkinden
- Förderpreis Wissenschaftliche Publikation an Renata Windler und Reto Marti[16], Zürich/Binningen, Archäologin und Archäologe

1990
- Kulturpreis an Hans Sutter, Rickenbach, Historiker und ehem. Staatsarchivar Kt. Basel-Landschaft
- Anerkennungspreis Journalistik an Stefi Plattner, Liestal, Journalistin und Kulturredaktorin
- Anerkennungspreis Kunst an Lukas Düblin, Ettingen, Künstler
- Förderpreis Musik an Erato-Quartett, Streichquartett mit Emilie Haudenschild, Attila Adamka, Heinz Haudenschild, Emeric Kostyak

- Kulturpreis an George Gruntz, Allschwil, Jazzmusiker und -komponist
- Kulturpreis an Heiner Kühner, Basel, Organist und Musiklehrer
- Anerkennungspreis Geschichte an Josef Baumann[17], Muttenz, (Lokal-)Historiker und Rektor
- Förderpreis Film an Urs Brenner[18], Itingen, Filmemacher

1991
- Spartenpreis Theater an Serena Wey[19], Zunzgen, Schauspielerin und Performerin
- Spartenpreis Musik an Hans Wüthrich, Arlesheim, Komponist[20]
- Förderpreis Musik an Blasorchester Baselland mit über 40 Jungbläsern

1992
- Anerkennungspreis Bildende Kunst an Rolf Brunner[21], Muttenz, Kunstmaler[22]
- Anerkennungspreis Bildende Kunst an René Küng[23], Schönenbuch, Bildhauer
- Anerkennungspreis Theater an Christoph Marthaler, Basel, Regisseur
- Anerkennungspreis Musik an Quattro Stagioni, Gelterkinden, Musik-Ensemble

1993
- Kulturpreis an Werner Strub[24], Itingen/Genf, Maskenbildner
- Anerkennungspreis Musik an sinfonietta basel, Orchester[25]
- Förderpreis Kunst an Muda Mathis[26], Basel, Performancekünstlerin

1994
- Kulturpreis an Marga Bührig[27], Binningen, Theologin
- Spartenpreis Bildende Kunst an Cristina Spoerri[28], Reinach, Malerin
- Spartenpreis Musik an Gérard Wyss, Binningen, Pianist und Kammermusiker

1995
- Spartenpreis Bildende Kunst an Karl Glatt, Basel/Rothenfluh, Maler
- Förderpreis Tanz an Franz Frautschi[29], Basel, Tänzer und Choreograf

1996
- Kulturpreis an Pio Corradi[30], Zürich/Läufelfingen, Kameramann
- Spartenpreis Musik an Fritz Hauser, Basel, Perkussionist und Komponist[31]
- Spartenpreis Literatur an die Redaktion der Literaturzeitschrift drehpunkt[32], Basel

1997
- Kulturpreis an Kurt Widmer[33], Basel, Sänger und Gesangspädagoge
- Förderpreis Literatur an Ensemble wortwerkstatt, Dornach, mit Christiane Moreno und Christine Buschor-Weck
- Förderpreis Theater an René Brodmann, Basel/Therwil, Bühnenbildner und -bauer

1998
- Spartenpreis Literatur an Giovanna Waeckerlin-Induni[34], Basel, Übersetzerin und Autorin
- Förderpreis Film an Edgar Hagen[35], Basel, Filmemacher

1999
- Kulturpreis an Cornelio Sommaruga, Genf, Präsident des Komitees des Internationalen Roten Kreuzes IKRK
- Spartenpreis Neue Medien an Renatus Zürcher[36], Basel, Videokünstler
- Spartenpreis Musik an Volker Biesenbender[37], Basel, Violinist
- Spartenpreis Musik an Jost Meier, Basel, Komponist und Dirigent
- Förderpreis Kunst an Walter Stefan Riedweg und Mauricio Dias Dias & Riedweg, Basel, Künstler

2000
- Spartenpreis Bildende Kunst an Carlo Aloe[38], Basel, Maler
- Spartenpreis Musik an Jürg Henneberger[39], Basel, Dirigent und Pianist
- Förderpreis Theater an Sebastian Nübling, Basel/Schopfheim, Regisseur

2001
- Kulturpreis an René Salathé, Reinach, Baselbieter Kulturschaffender, (Lokal-)Historiker und Rektor

2002
- Kulturpreis an Hans-Dieter Jendreyko, Basel, Schauspieler, Regisseur
- Spartenpreis Musik an Steppin Stompers, Baselbieter Dixie-Band
- Förderpreis Theater an Compagnie Nicole & Martin[40], Lausen, Kindertheaterensemble

2003
- Kulturpreis an Ruth Widmer[41], Basel, Regisseurin und Leiterin Theaterfalle Basel
- Spartenpreis Musik an Susanne Würmli-Kollhopp, Buckten, Musikerin und Chorleiterin

2004
- Kulturpreis an John Schmid[42], Arlesheim/Langenbruck, Kunstvermittler, Jazzförderer und Gründer der Kunstanlage „Sculptures at Schoenthal“
- Spartenpreis Musik an David Wohnlich, Oberwil/Basel, Sänger und Komponist
- Spartenpreis Bildende Kunst, Claudia und Julia Müller, Rümlingen/Basel, Künstlerinnen

2006
- Kulturpreis an Musikverein Bubendorf[43], Bubendorf
- Spartenpreis Musik an Walter Joseph, Buckten, Blasmusikkomponist, Dirigent und Musiklehrer

2010
- Kulturpreis an Schwabe Verlag, Basel/Muttenz, Verlag für Geistes- und Kulturwissenschaften[44]
- Spartenpreis Theater/Figurentheater an Michael Huber[45], Liestal, Figurentheaterspieler
- Spartenpreis Musik an The Glue, Basel, A-Cappella-Musikgruppe[46]
- Förderpreis Literatur an Daniela Dill[47], Liestal und Laurin Buser, Basel, Slam-Poetin und Slam-Poet

2011
- Kulturpreis an Norbert Mandel, Pratteln, Betreiber Konzerthalle Z7[48]
- Spartenpreis Musik an Christian Plösser, Münchenstein, Musikprobezentrum Rockfact[49]
- Förderpreis Musik an Biomill[50], Laufen, Konzertlokal für Rock- und Popmusik

2012
- Spartenpreis Bildende Kunst an Gerda Steiner/Jörg Lenzlinger, Langenbruck, Künstlerpaar[51]
- Spartenpreis Film an Vadim Jendreyko[52], Basel, Filmemacher und Produzent
- Spartenpreis Performance/Theater an Christian Zehnder, Basel, Stimm-/Vokalkünstler[53]
- Förderpreis Musik an das Vokalensemble Larynx[54], Basel/Liestal

2013
- Spartenpreis Theater/Kabarett an Anet Corti[55], Muttenz/Zürich
- Spartenpreis Musik an Kaspar Ewald[56], Arboldswil/Liestal/Luzern
- Spartenpreis Literatur an Sandra Hughes, Allschwil
- Förderpreis Film an Anna Maria Thommen, Maisprach/Basel

2014
- Kulturpreis an Markus Ramseier[57], Schriftsteller und Flurnamenforscher, Pratteln
- Spartenpreis Kunst an Irene Maag, Reinach
- Spartenpreis Theater an Ensemble CapriConnection[58], Basel

2015
keine Preisvergabe
2016
- Spartenpreis Tanz an Tabea Martin, Oberwil
- Spartenpreis Musik an Lisette Spinnler, Liestal
- Förderpreis Musik an Abélia Nordmann, Basel

2017
- Kulturpreis an Samuel Leuenberger, Kurator
- Spartenpreis Film an Frank Matter, Sissach
- Spartenpreis Kunst an Andrea Wolfensberger, Waldenburg
- Förderpreis Theater und Kabarett an Dominik Muheim

2018
- Kulturpreis an Roland Buser, Füllinsdorf
- Spartenpreis Comic an Enrico Marini, Liestal
- Förderpreis Nachwuchsförderung an Future Band
- Förderpreis Kunst an Johannes Willi, Lausen

2019
- Spartenpreis Kunst an Kitty Schaertlin, Sissach
- Spartenpreis Musik an Mischa Cheung, Tenniken
- Förderpreis Nouveau Cirque an FahrAwaY Zirkusspektakel, Arlesheim
- Jubiläumspreis 50 Jahre Kulturpreise Baselland 1969–2019 an die Chorleitungen der Gymnasien Muttenz und Liestal

2020
- Kulturpreis an Niggi Messerli, Liestal
- Spartenpreis kulturelle Impulsprojekte an Cornelia Huber, Hölstein
- Förderpreis Musik an Jennifer Perez, Bottmingen

2021
- Spartenpreis Kunst an Dadi Wirz, Reinach BL
- Spartenpreis Tanz an Rebecca Weingartner, Basel
- Spartenpreis Musik an Michael Zisman, Muttenz
- Spartenpreis Musik an Simon Dettweiler, Dornach

2022
- Spartenpreis Schauspiel an Gina Haller, Arlesheim
- Spartenpreis Literatur an Max Küng, Maisprach
- Spartenpreis Kunst an Reto Pulfer, Arlesheim

2023
- Spartenpreis Musik an Baldur Brönnimann, Pratt
- Spartenpreis Vermittlung an Barbara Piatti, Duggingen
- Spartenpreis Musik an Jean-Paul Brodbeck, Münchenstein
- Förderpreis Literatur an Rebekka Salm, Bubendorf

2024
- Spartenpreis Tanz an Anjali und Sumitra Keshava, Allschwil
- Förderpreis Musik an Flavian Graber, Liestal
- Förderpreis Film an Matthias Willi und Olivier Joliat, Allschwil
- Förderpreis Kunst an «Palazzina», Allschwil